# Volkswagen Scirocco III
La Volkswagen Scirocco III è la terza generazione della Volkswagen Scirocco, un'autovettura prodotta dalla casa automobilistica tedesca Volkswagen dal 2008 al 2017.

## Storia

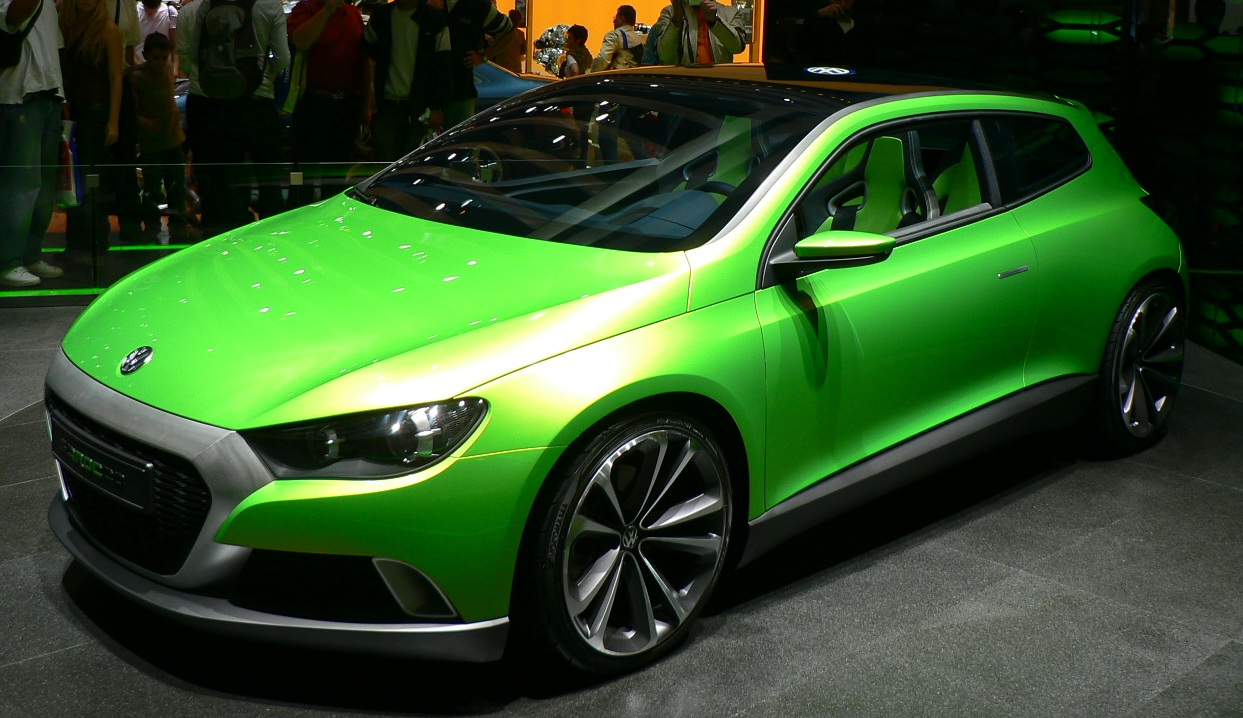
La Volkswagen Iroc

Presentata ufficialmente alla stampa in Portogallo a giugno 2008, la terza serie del modello, disegnata dai designer italiano Flavio Manzoni e Walter de Silva, è stata messa in vendita sul mercato italiano nel weekend dell'11-12 ottobre dello stesso anno. Sparita la vistosa calandra centrale della concept "Iroc", la griglia in plastica scura come prosecuzione dei fanali ha anticipato la Golf VI, uscita poche settimane dopo (così come successe per la prima versione della Scirocco nel 1974).
La vettura è stata prodotta nello stabilimento portoghese Autoeuropa a Palmela.
Le dimensioni rimangono similari alla hatchback da cui deriva, con una lunghezza pari a 4256 mm con 2578 mm di passo, per una larghezza di 1810 mm. L'abitacolo offre spazio per quattro persone, tutte ospitate da sedili individuali sportivi. Il bagagliaio ha una capacità di 292 litri, che salgono a 755 litri abbattendo i sedili posteriori.

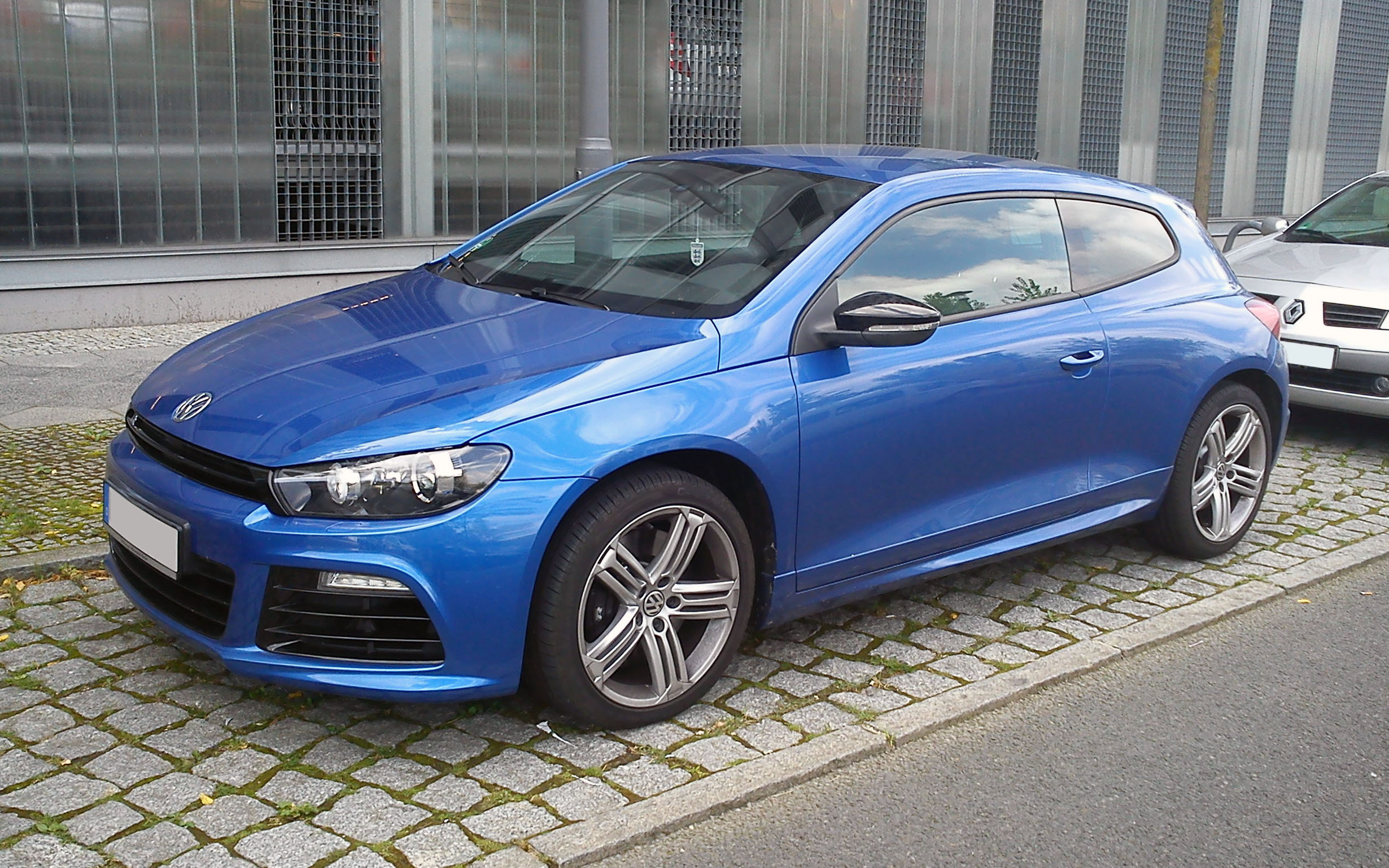
Una Volkswawgen Scirocco R

Al debutto, la gamma motori era articolata su quattro unità, tre a benzina dotate di turbo-compressore ed una diesel: il 1.4 TSI da 122 cavalli e 200 Nm di coppia (con consumi contenuti a 6.1 litri per 100 km), lo stesso motore (dotato di un compressore volumetrico in aggiunta al turbo) declinato in una versione più potente con 160 cavalli (240 Nm e 6.5 l/100 km), il 2.0 da 200 cavalli (280 Nm e 7.7 l/100 km), poi sostituito dal nuovo propulsore 2.0 TSI Euro 5 da 211 cavalli ed il 2.0 TDI da 140 cavalli (320 Nm e 5.4 l/100 km). Nel mese di giugno 2009 si aggiunse alla gamma il 2.0 TDI da 170 cavalli. Da marzo 2010 era disponibile la versione R con il propulsore 2.0 TFSI con 265 cavalli e coppia massima di 350 Nm. Per tutte le motorizzazione era fornito di serie un cambio manuale a sei rapporti, opzionale il doppia frizione DSG a 6 o 7 marce (quest'ultimo caratterizzato dalle 2 frizioni a secco invece che in bagno d'olio). Su alcune motorizzazioni il cambio DSG permetteva inoltre di migliorare lo spunto nel classico 0-100 Km/h, facendo guadagnare un decimo di secondo a scapito della velocità massima raggiungibile, più bassa di alcuni Km/h.
La dotazione di serie comprendeva sei airbag, ESP, attacchi Isofix, cerchi da 17 pollici calzati da pneumatici a spalla ribassata 225/45 e climatizzatore automatico bi-zona.

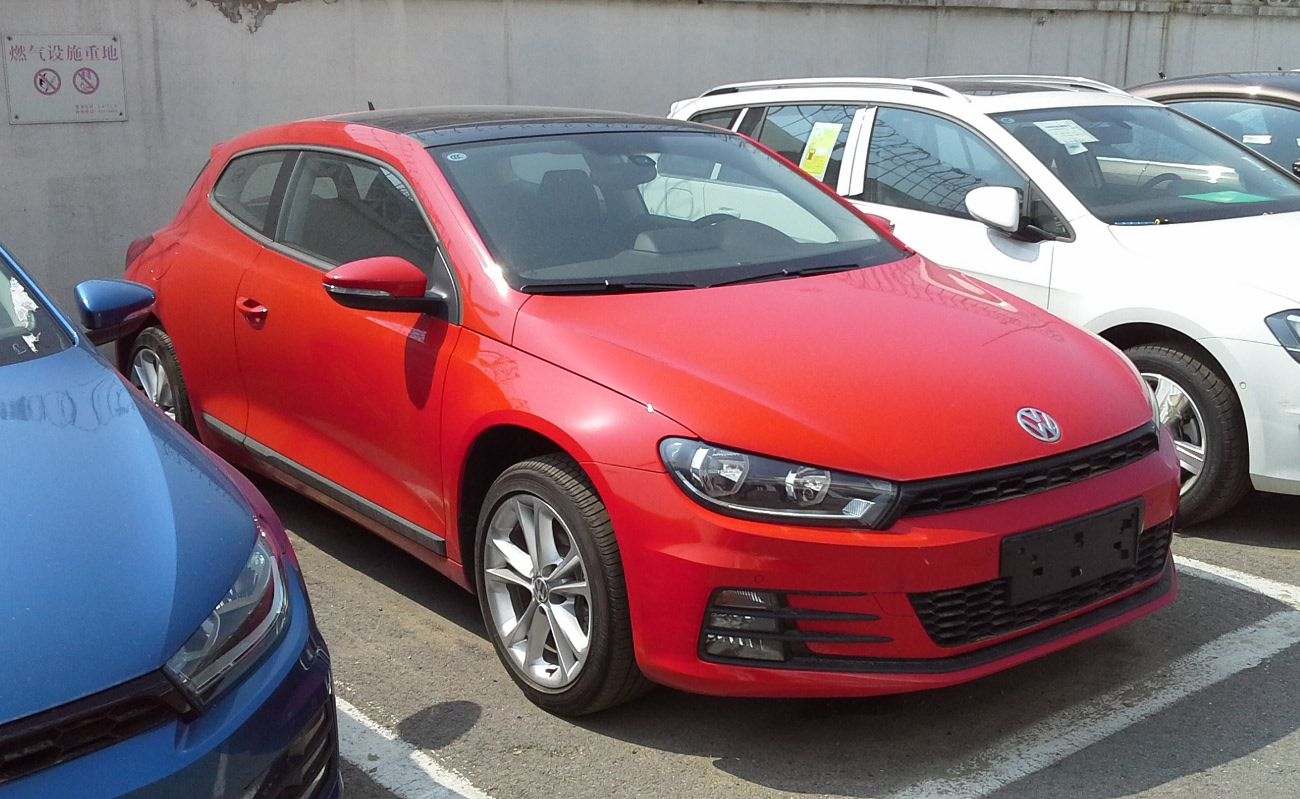
Restyling 2014

## Evoluzione

### Restyling (2014-2017)
Sei anni dopo il suo lancio avvenuto nel 2008, nel mese di aprile 2014 al salone di Ginevra la Scirocco è stata sottoposta da parte della Volkswagen a un aggiornamento.

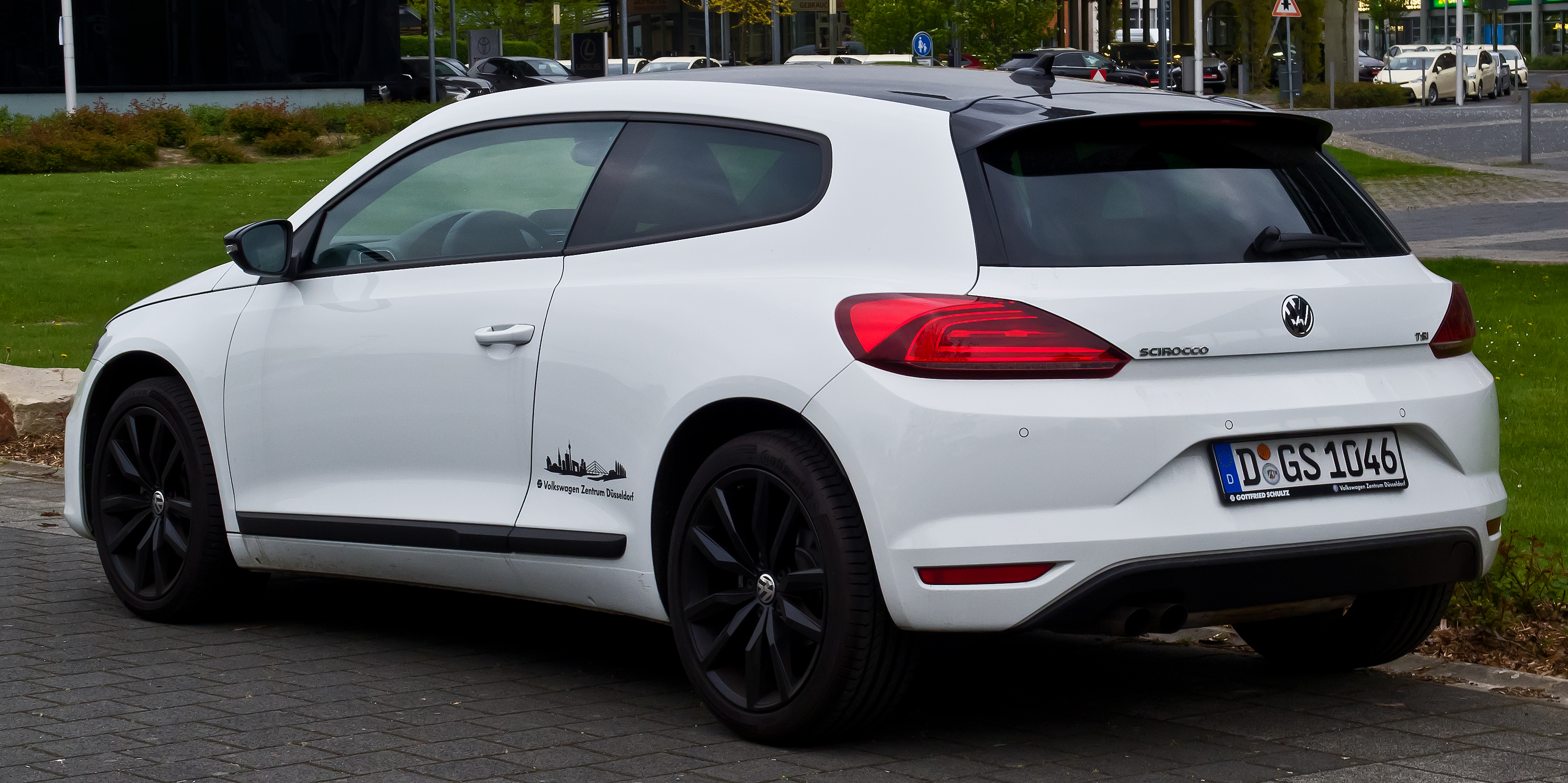
Posteriore di una Scirocco restyling

Esteriormente, è stata modificata principalmente nella parte anteriore e nei fanali posteriori che sono stati rivisti, entrambi orientati verso un design più spigoloso e squadrato rispetto alla serie pre-restyling. La vettura ha ricevuto modifiche per mantenere il modello aggiornato e in linea con lo stile delle vetture contemporanee della casa di Wolfsburg. All'esterno le modifiche non sono molto evidenti: la Volkswagen ha installato un paraurti modificato dalle linee più nette e tese, nuovi fari bi-xeno con luci diurne a LED e nuova griglia per il radiatore dalla forma più geometrica. Sul retro ci sono nuovi fanali posteriori a LED, insieme con un paraurti e un portellone del bagagliaio rielaborato nella forma. Questi cambiamenti sono riportati anche sulla versione top di gamma, la Scirocco R. Il logo VW presente sulla coda del portellone è ora utilizzato per aprire il baule.

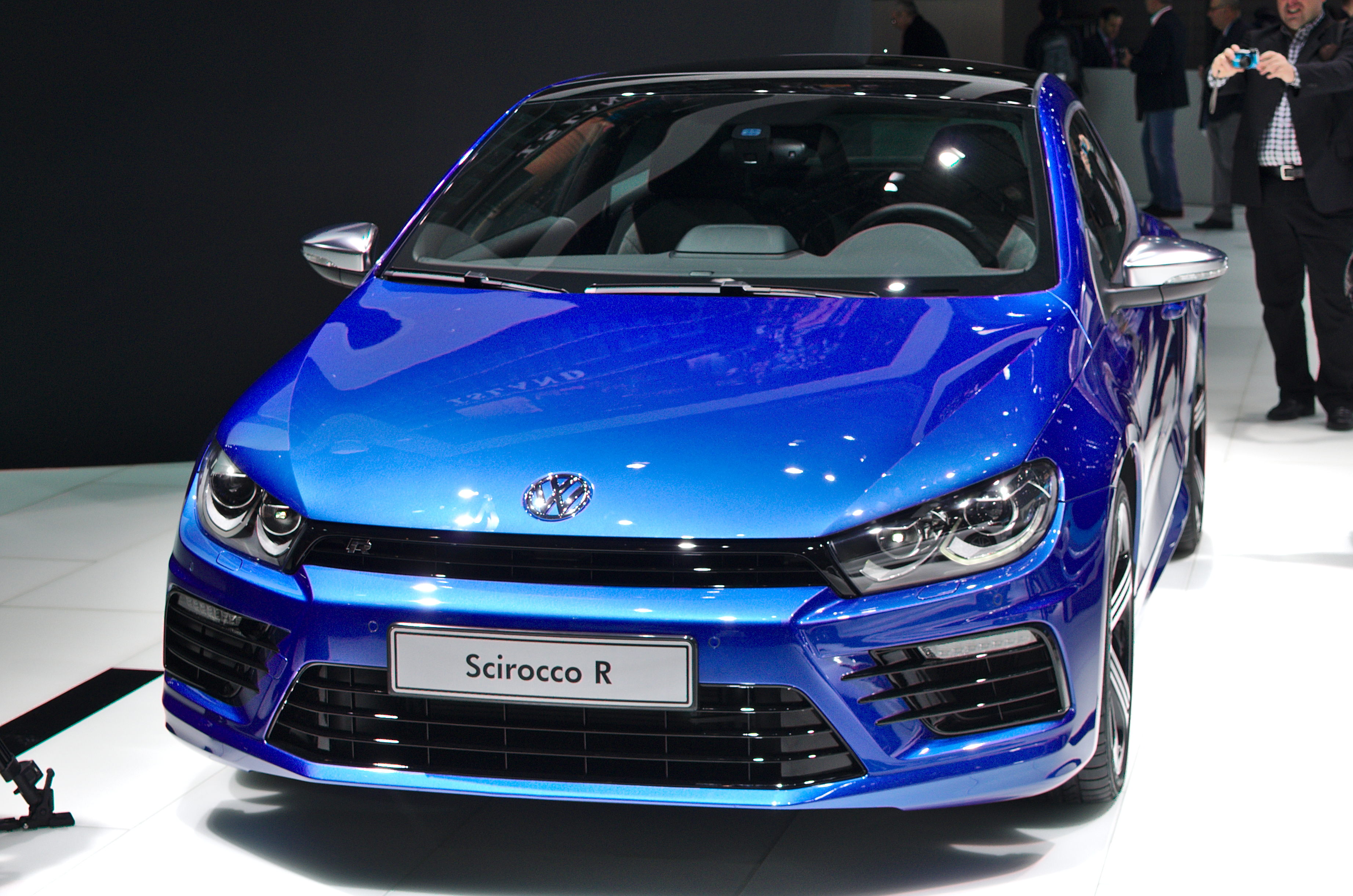
Una Volkswagen Scirocco R dopo il restyling 2014

L'intera gamma di motori è stata orientata verso una maggiore potenza ed efficienza di utilizzo. Inoltre a partire da maggio 2015, la Scirocco GTS ha ricevuto un nuovo assetto. Il motore 2.0 litri TSI da 162 kW (220 CV) è disponibile solo per quest'ultima variante, ha 246 km/h di punta massima e un'accelerazione nello 0 a 100 km/h di 6,5 secondi. Di serie è previsto il cambio manuale a 6 marce. Esteticamente sono presenti sul tetto, sulla parte anteriore e il portellone posteriore delle strisce da corsa parallele in tinta a contrasto (di serie per il mercato cinese e opzionali per gli altri mercati), cerchi in lega "Norwich" da 18 pollici con finitura nero/argento, finitura superficiale delle plastiche lucide, pinze dei freni rosse, logo "GTS", interni neri con cuciture rosse e pomello del cambio in stile pallina da golf.
Nel gennaio 2015 la Scirocco viene tolta dai listini italiani non venendo più importata. La produzione è stata interrotta definitivamente alla fine del 2017.

## Motorizzazioni
| Modello            | Disponibilità           | Motore  | Cilindrata (cm³) | Potenza         | Coppia max (Nm) | Emissioni CO2 (g/Km) | 0–100 km/h (secondi) | Velocità max (Km/h) | Consumo medio (Km/l) |
| 1.4 TSI            | dal 2008                | Benzina | 1390             | 90 Kw (122 CV)  | 200             | 139                  | 9.7                  | 200                 | 16.7                 |
| 1.4 TSI            | dal 2008                | Benzina | 1390             | 118 Kw (160 CV) | 240             | 154                  | 8.0                  | 218                 | 15.2                 |
| 2.0 TSI            | dal 10/2008 al 10/2009  | Benzina | 1984             | 147 Kw (200 CV) | 280             | 179                  | 7.2                  | 235                 | 12.4                 |
| 2.0 TSI            | dall'11/2009 al 06/2014 | Benzina | 1984             | 155 Kw (211 CV) | 280             | 172                  | 6.9                  | 240                 | 13.5                 |
| 2.0 TFSI R         | dal 2009 al 2013        | Benzina | 1984             | 195 Kw (265 CV) | 350             | 189                  | 5.6 (DSG)            | 250 (limitata)      | 12.2                 |
| 2.0 TSI            | dal 07/2014 al 07/2017  | Benzina | 1984             | 132 Kw (180 CV) | 280             | 139                  | 6.9                  | 229                 | 16.5                 |
| 2.0 TSI GTS        | dal 07/2014 al 07/2017  | Benzina | 1984             | 162 Kw (220 CV) | 350             | 142                  | 6.5                  | 246                 | 15.5                 |
| 2.0 TSI R          | dal 07/2014 al 07/2017  | Benzina | 1984             | 162 Kw (280 CV) | 350             | 185                  | 5.4 (DSG)            | 250 (limitata)      | 12.5                 |
| 2.0 TDI DPF        | dal 2008                | Diesel  | 1968             | 103 Kw (140 CV) | 320             | 152                  | 9.3                  | 207                 | 18.5                 |
| 2.0 TDI/170 Cv DPF | dal 2009                | Diesel  | 1968             | 125 Kw (170 CV) | 350             | 139                  | 7.9                  | 222                 | 18.9                 |

## Versioni prodotte
- Terza serie (2008-2017)
  - Scirocco 1.4 TSI (1400 cm³, 122 CV)
  - Scirocco 1.4 TSI Euro 6 (1400 cm³, 125 CV)
  - Scirocco 1.4 TSI (1400 cm³, 160 CV)
  - Scirocco 2.0 TSI Euro 4 (2000 cm³, 200 CV)
  - Scirocco 2.0 TSI Euro 5 (2000 cm³, 211 CV)
  - Scirocco 2.0 TSI Euro 6 (2000 cm³, 180 CV)
  - Scirocco 2.0 TSI Euro 6 (2000 cm³, 220 CV)
  - Scirocco 2.0 TFSI R (2000 cm³, 265 CV)
  - Scirocco 2.0 TSI R Euro 6 (2000 cm³, 280 CV)
  - Scirocco 2.0 TDI (2000 cm³, 140 CV)
  - Scirocco 2.0 TDI (2000 cm³, 170 CV)